# Manuel Reuter

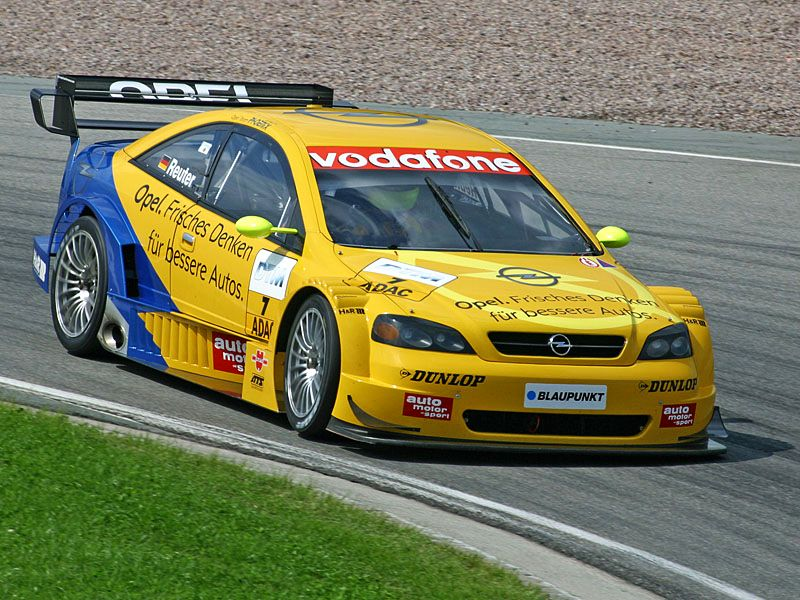
Manuel Reuter, au volant de l'Opel Astra V8 coupé no 7.

Manuel Reuter, né le 6 décembre 1961 à Mayence, Allemagne, est un pilote automobile allemand. Il a remporté les 24 Heures du Mans à deux reprises, en 1989 et en 1996. Cette même année 1996, il a remporté le championnat DTM.

## Palmarès
- 24 Heures du Mans
  - Vainqueur en 1989 sur Sauber C9 avec Jochen Mass et Stanley Dickens
  - Vainqueur en 1996 sur TWR Porsche WSC-95 avec Davy Jones et Alexander Wurz

- 24 Heures du Nürburgring
  - Vainqueur en 2003 sur Opel Astra V8 Coupe avec Timo Scheider et Marcel Tiemann
- Deutsche Tourenwagen Masters
  - Vice-champion en 1987 (Deutsche Tourenwagen Meisterschaft) sur une Ford Sierra XR4 Ti
  - Champion en 1996 (International Touring Championship) sur une Opel Calibra V6 du Joest Racing Opel
  - Vice-champion en 2000 sur une Opel Astra V8 Coupé du Team Phoenix

- Interserie
  - Champion en 1992 sur une Kremer - Porsche K7[1]

- Championnat IMSA GT
  - Vainqueur du Road America 500 en 1993 sur une Porsche 962 C du Joest Racing avec John Winter